# Casa Tonda (sepolcro romano)

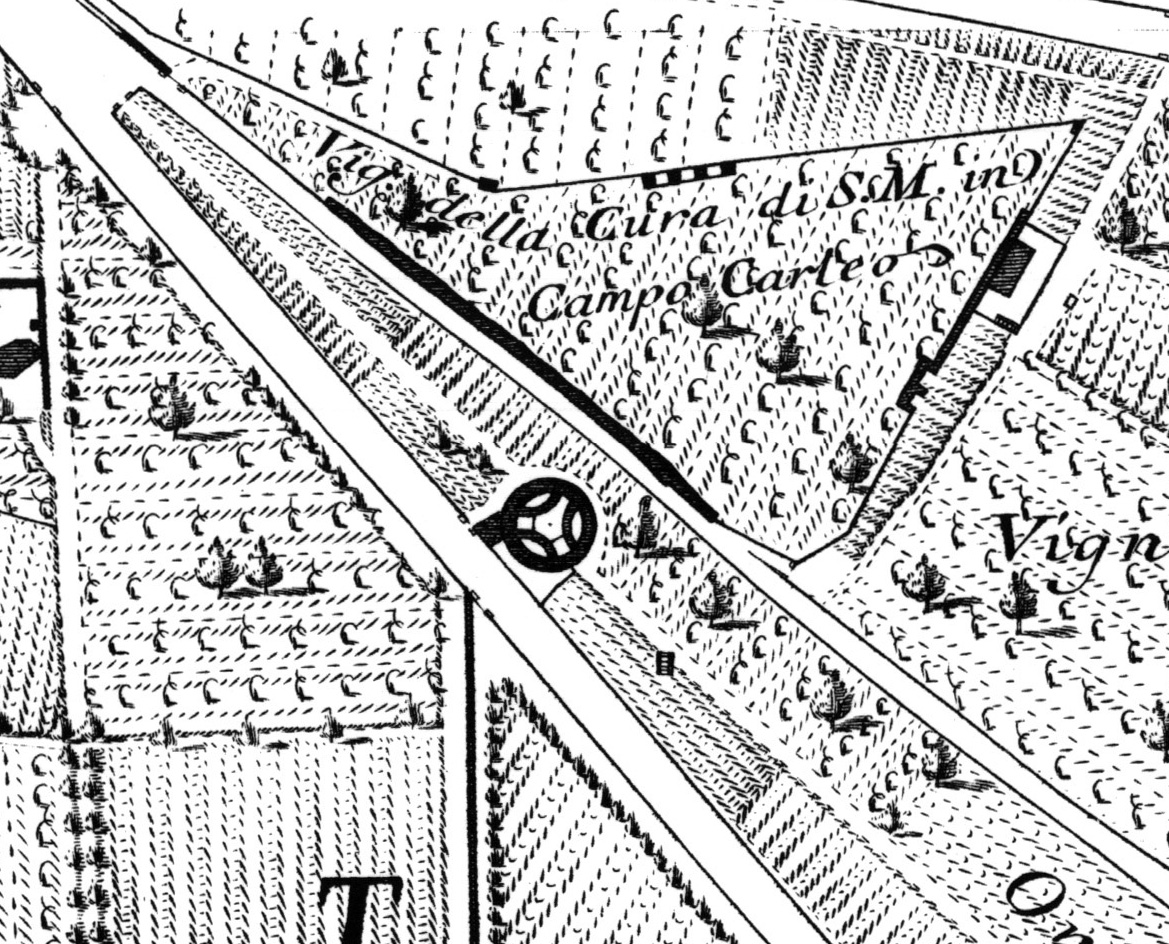
La "Casa Tonda" nella Nuova Topografia di Roma di Giovanni Battista Nolli (1748)

La "Casa Tonda" è un mausoleo romano situato lungo l'antica via Labicana sulla sommità del colle Esquilino a Roma, nell'area oggi corrispondente all'angolo orientale di Piazza Vittorio (Rione Esquilino). Il monumento è stato distrutto alla fine del XIX secolo e nulla rimane oggi visibile fuori terra.

## Storia e descrizione
Il monumento funerario, datato tra la fine della Repubblica e gli inizi dell'Impero, era situato sull'asse della via Labicana-Praenestina circa 360 m fuori della Porta Esquilina (Arco di Gallieno). In età moderna fu trasformato in abitazione privata, al pari dei vicini "Trofei di Mario".
L'alzato della struttura consisteva in un tamburo cilindrico con diametro di 20 m, fondato su una base quadrata (lato 24 m). Similmente ad altri mausolei di grandi dimensioni la struttura non era internamente piena, ma presentava un'articolazione planimetrica cruciforme delle murature.
L'identità del proprietario del sepolcro rimane sconosciuta, sebbene Mecenate sia un plausibile candidato in virtù della vicinanza degli Horti Maecenatis e della testimonianza delle fonti letterarie, che pongono extremis Esquiliis le tombe del poeta Orazio e dello stesso Mecenate fra loro confinanti.
Il sepolcro fu distrutto nel 1886 per l'apertura di piazza Vittorio Emanuele II.
Nel 1975, in occasione di alcuni saggi di scavo effettuati dalla Soprintendenza Archeologica di Roma per la Metropolitana, sono state evidenziate le poderose fondazioni in opera cementizia del monumento funerario poco al di sotto dell'attuale livello a giardino della piazza.